# Helmut Karl Dieser
Helmut Karl Dieser (Neuwied, 15 maggio 1962) è un vescovo cattolico tedesco, vescovo di Aquisgrana.

## Biografia
Helmut Dieser è nato il 15 maggio 1962 a Neuwied (diocesi di Treviri).

### Ministero presbiterale
Ha compiuto gli studi filosofici e teologici presso la Facoltà Teologica di Treviri e all’Università di Tubinga. È stato ordinato sacerdote l’8 luglio 1989. Nel 1998 ha ottenuto il dottorato in teologia. Dal 1996 al 2004 è stato docente di omiletica presso il Seminario Maggiore di Treviri.

### Ministero episcopale
Il 24 febbraio 2011 è stato eletto vescovo titolare di Narona e ausiliare di Treviri, ricevendo la consacrazione episcopale il 5 giugno successivo dal vescovo Stephan Ackermann. Il 23 settembre 2016 papa Francesco lo ha nominato vescovo di Aquisgrana, ove ha fatto l'ingresso nel novembre successivo.
A motivo di sue prese di posizione su omosessualità e celibato sacerdotale è considerato uno dei vescovi più progressisti della Germania.

## Genealogia episcopale
La genealogia episcopale è:
- Cardinale Scipione Rebiba
- Cardinale Giulio Antonio Santori
- Cardinale Girolamo Bernerio, O.P.
- Arcivescovo Galeazzo Sanvitale
- Cardinale Ludovico Ludovisi
- Cardinale Luigi Caetani
- Cardinale Ulderico Carpegna
- Cardinale Paluzzo Paluzzi Altieri degli Albertoni
- Papa Benedetto XIII
- Papa Benedetto XIV
- Papa Clemente XIII
- Cardinale Marcantonio Colonna
- Cardinale Giacinto Sigismondo Gerdil
- Cardinale Giulio Maria della Somaglia
- Cardinale Carlo Odescalchi, S.I.
- Vescovo Eugène de Mazenod, O.M.I.
- Cardinale Joseph Hippolyte Guibert, O.M.I.
- Cardinale François-Marie-Benjamin Richard
- Cardinale Pietro Gasparri
- Arcivescovo Cesare Orsenigo
- Cardinale Lorenz Jäger
- Cardinale Johannes Joachim Degenhardt
- Cardinale Reinhard Marx
- Vescovo Stephan Ackermann
- Vescovo Helmut Karl Dieser